# Airolo
Airolo er en by og vintersportssted i Schweiz med 1.501(2018) indbyggere.
Byen ligger i kantonen Ticino, ved den sydlige ende af både Skt. Gotthard-jernbanetunnelen og -vejtunnelen.